# Jean-Raymond Abrial
Jean-Raymond Abrial (6 de noviembre de 1938-Marsella, 26 de mayo de 2025) fue un informático francés, inventor de los métodos formales Z y B.

## Trayectoria
Abrial es el padre de la notación Z (utilizada normalmente para la especificación formal del software), durante su estancia en el Grupo de Investigación de Programación del Laboratorio de Computación de la Universidad de Oxford (ahora Departamento de Informática de la Universidad de Oxford), y posteriormente del Método B (utilizado normalmente para el desarrollo de software), dos métodos formales líderes para la ingeniería del software. 
Es autor de The B-Book: Assigning Programs to Meanings. Durante gran parte de su carrera ha sido consultor independiente,  Ha sido profesor en la Escuela Politécnica Federal de Zúrich, en Suiza.